# 会津鉄道会津線
会津線（あいづせん）は、福島県会津若松市の西若松駅と同県南会津郡南会津町の会津高原尾瀬口駅を結ぶ会津鉄道が運営する鉄道路線である。元は日本国有鉄道（国鉄）の特定地方交通線で、1987年（昭和62年）4月の国鉄分割民営化に伴い東日本旅客鉄道（JR東日本）の路線となった後、同年7月に第三セクター鉄道に転換され、会津鉄道の路線となっている。

## 路線データ
- 管轄（事業種別）：会津鉄道（第一種鉄道事業者）
- 区間（営業キロ）：西若松 - 会津高原尾瀬口 57.4 km
- 軌間：1067 mm
- 駅数：21駅（起終点駅含む）
- 複線区間：なし（全線単線）
- 電化区間：会津田島 - 会津高原尾瀬口 15.4 km（直流1500 V）
- 非電化区間：西若松 - 会津田島 42.0 km
- 閉塞方式：特殊自動閉塞式（軌道回路検知式）[1]
- 車両基地所在駅：会津田島駅
- IC乗車カード対応区間：なし

## 運行形態
電化の有無と直通運転の関係から本路線の運転系統は以下の2区間に分かれている。双方は会津高原尾瀬口駅または会津田島駅で接続している。
会津高原尾瀬口駅 - 会津田島駅間
会津高原尾瀬口駅から野岩鉄道会津鬼怒川線および東武鉄道鬼怒川線・日光線と直通運転を行っている。電化区間であり、野岩線・東武線と直通する列車は、東武鉄道が保有する電車と会津鉄道が保有する気動車で運転される。ただし、会津田島以北の非電化区間との直通列車や、会津高原尾瀬口駅 - 会津田島駅間のみで運転される列車は会津鉄道の気動車による。
野岩線開業時から、この3社間の直通運転には3社それぞれが保有する電車が主力として共通運用されてきたが、2022年（令和4年）3月12日のダイヤ改正で野岩鉄道・東武鉄道に直通する列車は特急と「AIZUマウントエクスプレス」のみとなり、会津鉄道や野岩鉄道保有の電車の直通も廃止された。
2025年3月15日のダイヤ改正で会津鉄道を走る区間快速が設定され、野岩鉄道保有の電車が再び乗り入れるようになった。
会津田島駅 - 西若松駅間
この区間の全列車が西若松駅からJR東日本只見線に直通し会津若松駅発着で運転されている。非電化区間であり、会津鉄道の気動車が使用される。
全線全時間帯を通して運転間隔はほぼ1時間に1本である。上記の各区間で運転される列車のほか、会津線全区間を通し運転される普通・快速列車が設定されており、本路線を挟んだ鬼怒川温泉駅 - 会津若松駅（または喜多方駅）間には、東武鉄道、野岩鉄道、会津鉄道、JR東日本の4社の路線を直通する快速列車「AIZUマウントエクスプレス」が毎日1往復設定されている。この列車は会津鉄道所属気動車が用いられ、会津鉄道の乗務員が通し乗務する。

### 列車番号
現在は浅草駅など東京方面から会津地方に下る主要経路上の一区間にあたる当線ではあるが、既存の国鉄会津線を引き継いだ経緯から、会津若松方面から南下する列車を下り列車、会津若松駅に向かって北上する列車を上り列車として扱い、列車番号も基本的に会津若松方面から下る列車に奇数番号を、会津田島方面から上る列車に偶数番号を与えている。一方、野岩鉄道・東武鉄道の電車（現在は東武500系電車のみ該当）で運行される列車については、逆に浅草・鬼怒川温泉方面から会津田島駅に北上する列車に奇数番号を、会津田島駅から鬼怒川温泉・浅草方面に上る列車に偶数番号を与え、さらに電車にはM、気動車にはDを列車番号の末尾に付している。

### 編成両数
電化区間（会津田島駅 - 会津高原尾瀬口駅間）では、変電所の容量が電動車2両分しかない。電化当初は同区間で電車が1列車しか在線しないダイヤだったため、野岩鉄道から乗り入れてくる電車は4両編成がほとんどであった。しかし、その後の東武線ダイヤ改正に伴う当線のダイヤ改正で日中の直通列車が会津荒海駅で行き違う2列車在線の形態となったことから、変電所への負担を軽減すべく3両編成の東武500系電車を除き2両編成とされた。
同区間に乗り入れる東武500系電車はこの変電所容量の制約条件をクリアするため、使用電力ピークを下げる機能を備えている。

### 列車種別・愛称
おおむね、JR只見線会津若松駅発着の普通列車のほか、会津若松駅 - 東武鉄道鬼怒川温泉駅間に運転される快速列車、東武伊勢崎線（東武スカイツリーライン）浅草駅を発着する特急列車からなる。このほか、線内区間列車（会津高原尾瀬口駅 - 会津田島駅間）や「お座トロ展望列車」も運転されている。

#### 特急列車

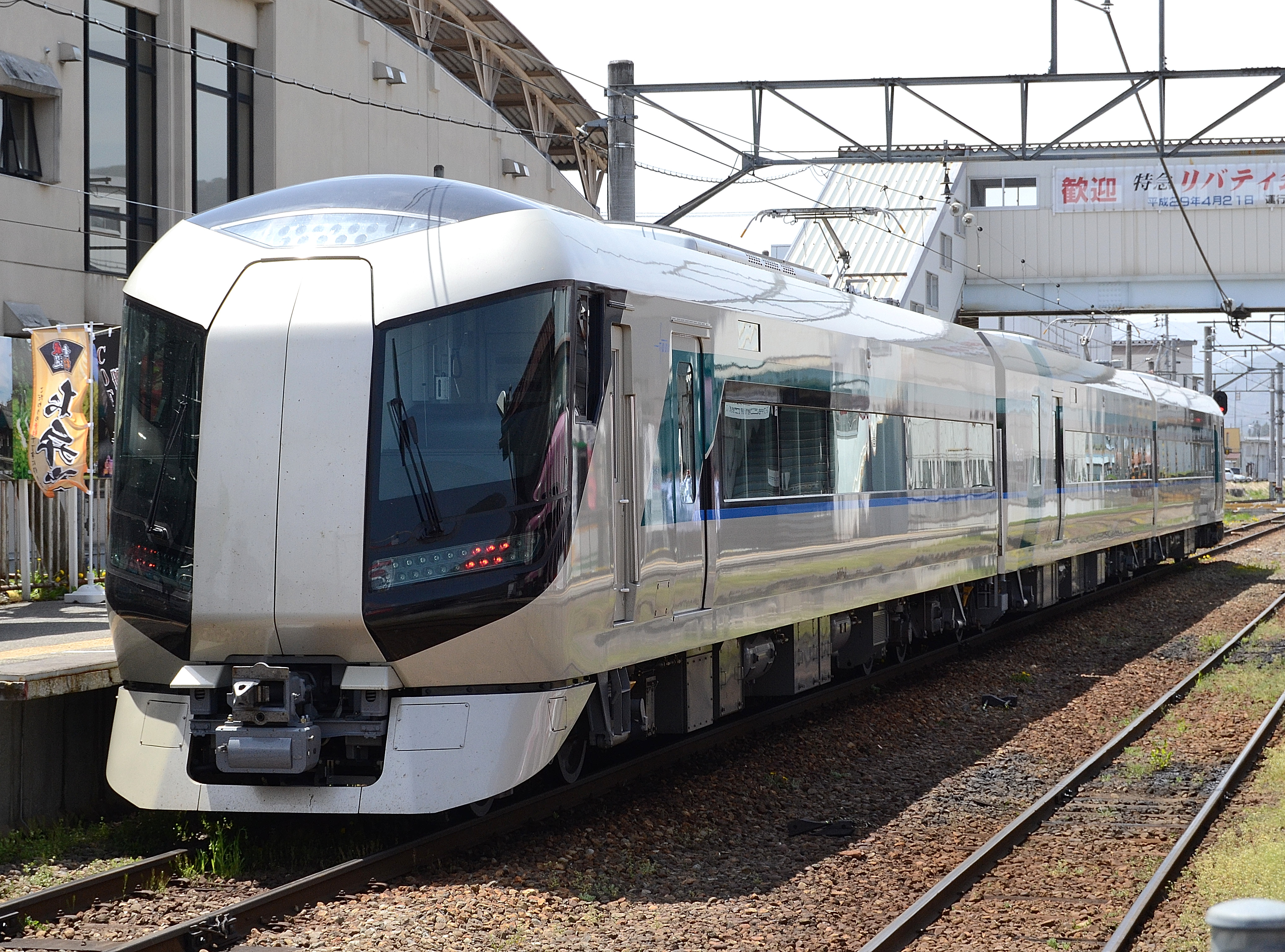
会津田島駅停車中の特急「リバティ会津」（2017年5月）

2017年（平成29年）4月21日に東武伊勢崎線（東武スカイツリーライン）浅草駅発着の特急列車「リバティ会津」の運行を開始した。東武鉄道の特急車両500系が充当される。当路線内では会津高原尾瀬口駅 - 会津田島駅間を途中無停車で運行する。特急料金は310円（2019年10月1日改定）となるが、当路線を含む鬼怒川温泉駅 - 会津田島駅相互間を座席指定を受けずに乗車する場合、特急券は不要となる。
なお、当路線では1991年7月21日から2005年2月28日まで、東武伊勢崎線浅草駅発着の急行列車「南会津」が、また2013年4月30日より2016年12月29日までの特定日（主に行楽シーズンの金曜日）に東武伊勢崎線北千住駅発着（季節により上り列車は浅草駅着の場合もあり）の臨時特急「スカイツリートレイン南会津」が設定されていた。

#### 快速「AIZUマウントエクスプレス」・「リレー」

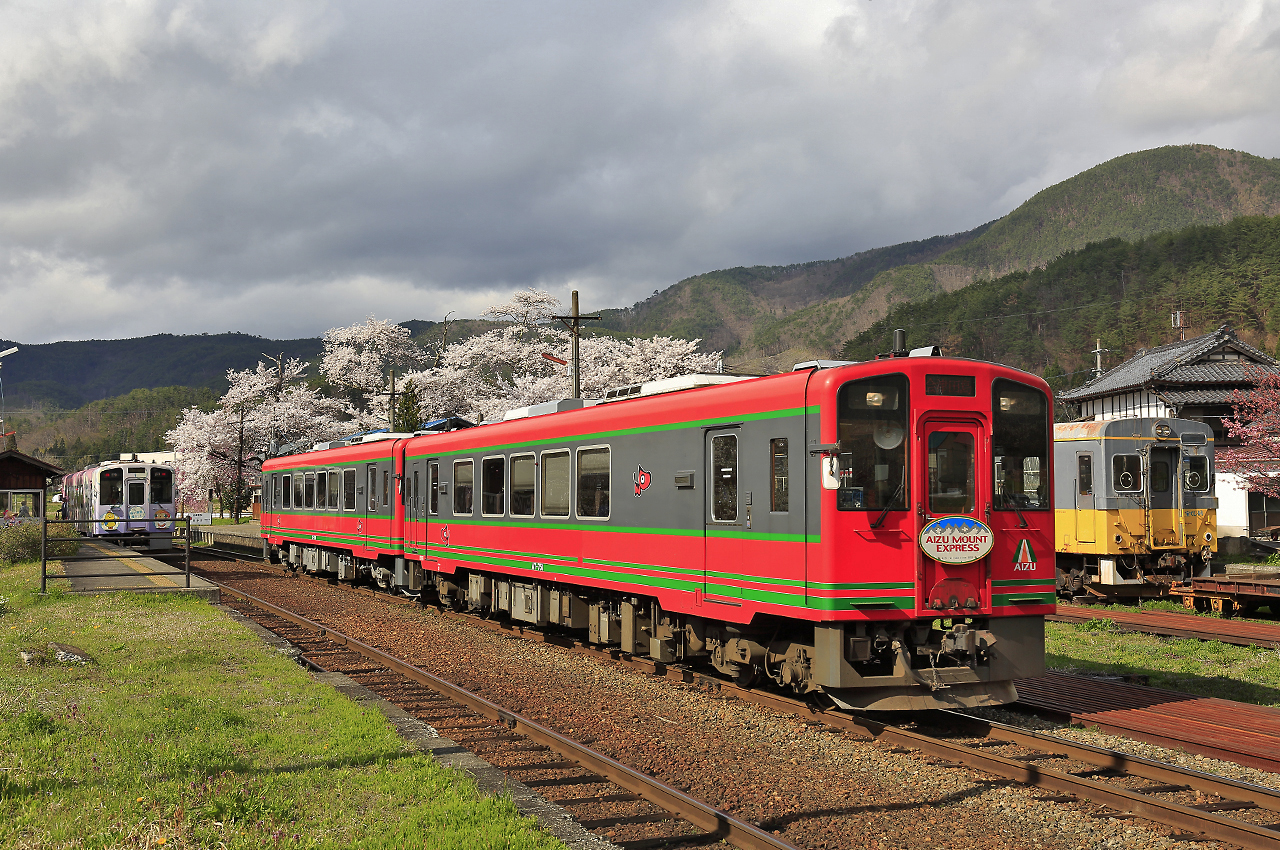
AIZUマウントエクスプレス（2016年4月）

快速列車として野岩鉄道会津鬼怒川線・東武鬼怒川線に直通する「AIZUマウントエクスプレス」が、会津若松駅 - 東武鬼怒川線鬼怒川温泉駅間に1往復設定されている。鬼怒川温泉駅では浅草方面の特急と接続し、東京方面と会津地方を結ぶ連絡列車の役割も担っている。また、土休日は臨時列車扱いで下り列車が会津若松駅から磐越西線の喜多方駅まで延長運転される。
野岩鉄道・東武鉄道に直通しない快速列車（会津若松駅 - 会津田島駅間、または会津若松駅 - 会津高原尾瀬口駅間運転の列車）については、最後に残った会津高原尾瀬口行き1本が2012年3月17日のダイヤ改正で一度廃止となった（実際にはこの列車は2011年3月13日の運転を最後に運休となっていた）が、2017年4月21日のダイヤ改正で先述の特急「リバティ会津」に接続する列車として「リレー」が4往復設定され、このうち1往復が快速列車となったため復活した。
以降は「リレー」の快速化が進む一方で、「AIZUマウントエクスプレス」については会津若松駅 - 会津田島駅間を各駅停車とする傾向にある。2020年6月6日のダイヤ改正では、「リレー」4往復中3往復が快速となった一方（翌年3月の改正で1往復は普通に格下げ）、「AIZUマウントエクスプレス」の全列車が会津若松駅 - 会津田島駅間で各駅停車となった。
2021年3月13日のダイヤ改正で「AIZUマウントエクスプレス」は1往復が廃止（会津若松駅 - 会津田島駅間の普通に格下げ）され、2往復になっている。
更に、2022年3月12日のダイヤ改正では、東武日光発着の1往復が廃止され、鬼怒川温泉発着の1往復のみとなった。磐越西線への延長運転も喜多方行きの片道のみとなる。また、会津若松駅 - 会津田島駅間の「リレー」も1往復を除いて普通列車に格下げされた。2023年3月改正で会津若松発の「リレー」が2本に増発されたが、2024年3月改正で1往復が普通列車に格下げされ、快速として運行される「リレー」は会津田島発1本のみとなった。一方この改正で、夜間の会津高原尾瀬口駅始発会津若松行きの普通列車1本が、同駅 - 会津田島駅間ノンストップの快速（愛称なし）に格上げされている。

#### 区間快速
自社線で通過運転する種別としては2021年3月13日のダイヤ改正で新設された種別。同改正で「AIZUマウントエクスプレス」が削減されたことに伴い、会津田島駅以南における代替として、会津田島駅発・野岩鉄道新藤原行き1本のみが運転された。会津鉄道線内の途中駅は無停車で運行。直通先の野岩鉄道線内では各駅に停車していた。2022年3月12日のダイヤ改正での野岩鉄道への直通縮小に伴い、わずか1年で一旦廃止された。
2025年3月15日のダイヤ改正で、野岩鉄道線内折返し列車の運行区間を延伸する形で2往復が再設定された。1往復のみ東武鬼怒川線の鬼怒川温泉駅まで乗り入れるが、東武線内は普通列車として運転されている。

#### お座トロ展望列車
会津田島駅 - 会津若松駅間にトロッコ車AT-351・お座敷車兼展望車AT-401を連結した編成による「お座トロ展望列車会津浪漫号」が設定されている。このほか、2012年3月からは特定日に「お座トロ展望列車湯めぐり号」も運転されている。

#### 普通列車

##### 会津若松駅発着列車と線内区間列車
JR只見線会津若松駅を発着する普通列車は、一部を除き会津田島駅で折り返し、東武鬼怒川線・野岩鉄道会津鬼怒川線から会津田島駅まで直通運転する電車列車（普通列車または特急「リバティ会津」）と接続するダイヤとなっている。会津田島駅 - 会津高原尾瀬口駅間は、この区間のみを運転する普通列車が設定されており、「リバティ会津」の運行のない時間帯を中心に、一部列車は会津高原尾瀬口駅で野岩鉄道会津鬼怒川線列車に接続する。
おおむね1 - 2時間毎の運行となっているが、日中は4 - 6時間程度普通列車の設定がない時間帯があり、その間は快速「AIZUマウントエクスプレス」の各駅停車便が普通列車の役割を兼ねている。
また、只見線会津若松駅 - 西若松駅間で1往復設定されている区間列車（下りは西若松行き最終列車、上りは会津若松行き始発列車）も、当路線の普通列車として扱われている。
会津田島駅で特急「リバティ会津」と接続する列車については「リレー○号」（○は接続する「リバティ会津」の号数）という列車名が付く。2022年3月12日のダイヤ改正以降は3.5往復が設定され、先述の通り、うち1往復は快速列車である。
2022年3月12日のダイヤ改正で、鬼怒川温泉方面行きの快速「AIZUマウントエクスプレス」の磐越西線延長運転の取りやめに伴い、代替として会津田島行き普通列車1本が土休日のみ喜多方駅始発で延長運転される（JR磐越西線内の途中駅は、従来通り塩川駅のみ停車）。

##### 新栃木駅・下今市駅・新藤原駅発着列車

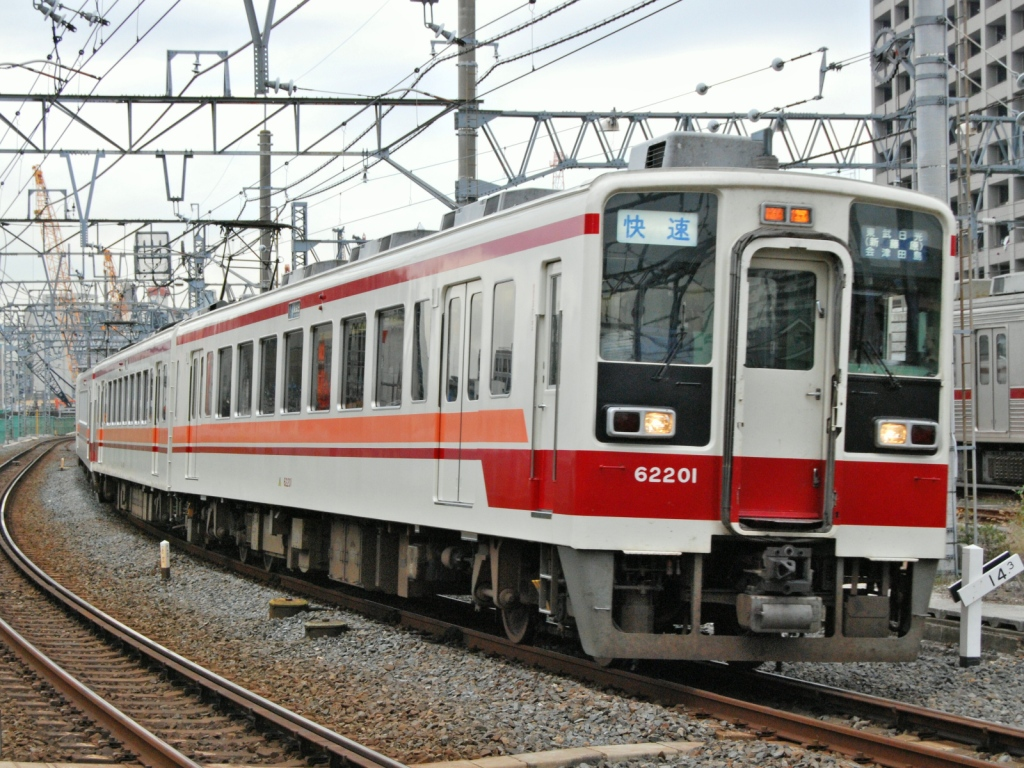
東武線直通快速として運用されていた会津鉄道6050系200番台 （2008年11月）

2017年4月21日のダイヤ改正以降は、東武鉄道・野岩鉄道から会津高原尾瀬口駅を介し当線に直通する普通列車は、東武鬼怒川線下今市駅または野岩鉄道会津鬼怒川線新藤原駅を発着するものとなった。かつては多く設定されていた、東武日光線新栃木方面との普通列車の直通運転は、新栃木駅始発の会津田島行き普通列車1本のみとなっていたが、2020年6月の改正で消滅した。
2017年4月21日のダイヤ改正より前は、東武鉄道伊勢崎線浅草駅を発着する東武日光線快速・区間快速列車の半数程度は、東武鬼怒川線・野岩鉄道会津鬼怒川線を経て会津田島駅まで直通運転を行っていた。東武鬼怒川線・野岩鉄道会津鬼怒川線・会津線内では普通列車として運行され、これらの各線内では各駅に停車していた。浅草駅 - 会津田島駅間直通列車の所要時間は快速で約3時間30分、区間快速で約4時間強、走行距離にして190.7 kmであり、JR線以外の列車としては最長運転時間列車で、最長距離走行の特別料金不要列車であった。このほか、東武日光線新栃木駅・東武鬼怒川線鬼怒川温泉駅・野岩鉄道会津鬼怒川線新藤原駅を発着し会津田島駅まで直通する普通列車もわずかではあるが設定されていた。かつては上り1本のみ会津田島発浅草行きの区間急行が設定されていた。
電車と気動車（内燃動車）では運転免許（動力車操縦者運転免許）の種類が異なるため、従前は直通電車運行のため会津鉄道の運転士（甲種内燃車免許取得者）の一部に甲種電気車免許を取得させていたが、乗務ダイヤ作成上の不都合が生じる等の理由により、電車の運転を運転士全員が甲種電気車免許を取得している野岩鉄道へ委託することとなり、2003年3月19日より電車による野岩鉄道会津鬼怒川線・東武鉄道直通列車については野岩鉄道の運転士・車掌が会津田島駅まで通し乗務をしている。逆に、同様の理由から、鬼怒川温泉駅・東武日光駅へ直通する会津鉄道の気動車列車の運転業務は、甲種内燃車免許を有する運転士がいない野岩・東武からの委託を受け、会津鉄道の運転士・車掌が鬼怒川温泉駅・東武日光駅まで通し乗務する。
2022年3月12日のダイヤ改正をもってこれらの列車はすべて廃止となり、自社所有分を含めた6050系の会津線内運行を一旦終了した。代替として、会津田島 - 会津高原尾瀬口間に気動車による普通列車を増発した。なお、前述の区間快速の再設定時は、既に6050系を定期運用しているのが野岩鉄道のみとなっているため、野岩鉄道所属の車両で賄っている。

## 使用車両
前述の「運行形態」の各節および「会津鉄道」の項も参照のこと。
会津線では普通列車と快速列車に全線で気動車が、電化区間（会津田島 - 会津高原尾瀬口間）で東武鬼怒川線・野岩鉄道線からの直通列車に、特急「リバティ会津」として東武500系電車が、区間快速として野岩鉄道6050系電車が運用される。気動車は全車とも会津田島車両基地に、電車は500系が東武鉄道南栗橋車両管区春日部支所、6050系が南栗橋車両管区新栃木出張所に配置されている。

## 利用状況

### 輸送実績
会津線の輸送実績を下表に記す。
表中、輸送人員の単位は万人。輸送人員は年度での値。表中、最高値を赤色で、最高値を記録した年度以降の最低値を青色で、最高値を記録した年度以前の最低値を緑色で表記している。
| 年度別輸送実績     | 年度別輸送実績                  | 年度別輸送実績                  | 年度別輸送実績                  | 年度別輸送実績                  | 年度別輸送実績  | 年度別輸送実績                     |
| 年 度              | 輸送実績（乗車人員）：万人/年度 | 輸送実績（乗車人員）：万人/年度 | 輸送実績（乗車人員）：万人/年度 | 輸送実績（乗車人員）：万人/年度 | 輸送密度 人/1日 | 特 記 事 項                        |
| ------------------ | ------------------------------- | ------------------------------- | ------------------------------- | ------------------------------- | --------------- | ---------------------------------- |
| 年 度              | 通勤定期                        | 通学定期                        | 定 期 外                        | 合 計                           | 輸送密度 人/1日 | 特 記 事 項                        |
| 1987年（昭和62年） | 3.7                             | 34.1                            | 50.2                            | 88.0                            | 1,390           | JRより転換・開業                   |
| 1988年（昭和63年） | 5.6                             | 47.0                            | 64.6                            | 117.2                           | 1,317           |                                    |
| 1989年（平成元年） | 4.9                             | 42.7                            | 61.7                            | 109.3                           | 1,248           |                                    |
| 1990年（平成2年）  | 4.3                             | 42.3                            | 64.9                            | 111.5                           | 1,258           | 野岩鉄道会津鬼怒川線と直通運転開始 |
| 1991年（平成3年）  | 5.4                             | 43.8                            | 71.7                            | 120.9                           | 1,372           |                                    |
| 1992年（平成4年）  | 5.4                             | 45.6                            | 69.8                            | 120.8                           | 1,399           |                                    |
| 1993年（平成5年）  | 4.9                             | 46.0                            | 65.5                            | 116.4                           | 1,313           |                                    |
| 1994年（平成6年）  | 4.6                             | 46.2                            | 63.9                            | 114.7                           | 1,291           |                                    |
| 1995年（平成7年）  | 4.7                             | 50.4                            | 59.2                            | 114.3                           | 1,267           |                                    |
| 1996年（平成8年）  | 4.5                             | 48.2                            | 52.4                            | 105.1                           | 1,165           |                                    |
| 1997年（平成9年）  | 4.4                             | 49.2                            | 49.3                            | 102.9                           | 1,153           |                                    |
| 1998年（平成10年） | 4.8                             | 47.1                            | 43.9                            | 95.8                            | 1,073           |                                    |
| 1999年（平成11年） | 4.5                             | 48.7                            | 44.4                            | 97.6                            | 1,114           |                                    |
| 2000年（平成12年） | 4.2                             | 44.9                            | 41.4                            | 90.5                            | 1,054           |                                    |
| 2001年（平成13年） | 4.0                             | 41.7                            | 39.6                            | 85.3                            | 1,021           |                                    |
| 2002年（平成14年） | 4.0                             | 39.7                            | 39.4                            | 83.1                            | 1,008           |                                    |
| 2003年（平成15年） | 4.0                             | 37.0                            | 39.6                            | 80.6                            | 1,003           |                                    |
| 2004年（平成16年） | 4.2                             | 33.8                            | 36.9                            | 74.9                            | 934             |                                    |
| 2005年（平成17年） |                                 |                                 | 39.0                            | 75.3                            |                 |                                    |
| 2006年（平成18年） | 3.7                             | 29.2                            | 37.7                            | 70.6                            | 876             |                                    |
| 2007年（平成19年） |                                 |                                 | 39.6                            | 72.0                            |                 |                                    |
| 2008年（平成20年） |                                 |                                 | 39.4                            | 69.3                            |                 |                                    |
| 2009年（平成21年） | 3.3                             | 23.7                            | 35.4                            | 62.4                            | 780             |                                    |
| 2010年（平成22年） |                                 |                                 | 34.3                            | 59.8                            | 756             |                                    |
| 2011年（平成23年） |                                 |                                 |                                 |                                 |                 |                                    |
| 2012年（平成24年） | 3.4                             | 20.8                            | 30.6                            | 54.8                            | 716             |                                    |
| 2013年（平成25年） | 3.4                             | 20.7                            | 30.5                            | 54.6                            | 697             |                                    |
| 2014年（平成26年） | 2.9                             | 18.9                            | 29.7                            | 51.4                            | 642             |                                    |
| 2015年（平成27年） | 3.1                             | 19.3                            | 28.9                            | 51.3                            | 649             |                                    |
| 2016年（平成28年） | 3.5                             | 19.5                            | 29.2                            | 52.2                            | 668             |                                    |
| 2017年（平成29年） | 4.1                             | 18.7                            | 31.0                            | 53.8                            | 707             |                                    |
| 2018年（平成30年） | 4.0                             | 17.4                            | 30.2                            | 51.6                            | 675             |                                    |
| 2019年（令和元年） | 3.7                             | 16.7                            | 28.5                            | 48.9                            | 628             |                                    |
| 2020年（令和2年）  | 3.8                             | 14.5                            | 12.2                            | 30.5                            | 393             |                                    |

### 収入実績
会津線の収入実績を下表に記す。
表中、収入の単位は千円。数値は年度での値。表中、最高値を赤色の枠で、最高値を記録した年度以降の最低値を青色で、最高値を記録した年度以前の最低値を緑色で表記している。
| 年度別収入実績     | 年度別収入実績          | 年度別収入実績          | 年度別収入実績          | 年度別収入実績          | 年度別収入実績          | 年度別収入実績                | 年度別収入実績     | 年度別収入実績   |
| 年 度              | 旅客運賃収入：千円/年度 | 旅客運賃収入：千円/年度 | 旅客運賃収入：千円/年度 | 旅客運賃収入：千円/年度 | 旅客運賃収入：千円/年度 | 鉄道線路 使用料収入 千円/年度 | 運輸雑収 千円/年度 | 総合計 千円/年度 |
| ------------------ | ----------------------- | ----------------------- | ----------------------- | ----------------------- | ----------------------- | ----------------------------- | ------------------ | ---------------- |
| 年 度              | 通勤定期                | 通学定期                | 定 期 外                | 手小荷物                | 合 計                   | 鉄道線路 使用料収入 千円/年度 | 運輸雑収 千円/年度 | 総合計 千円/年度 |
| 1987年（昭和62年） | 14,095                  | 51,602                  | 388,706                 | 0                       | 454,403                 | 0                             | 22,812             | 477,215          |
| 1988年（昭和63年） | 19,175                  | 70,433                  | 495,809                 | 0                       | 585,417                 | 0                             | 48,895             | 634,312          |
| 1989年（平成元年） | 17,368                  | 66,499                  | 485,532                 | 0                       | 569,399                 | 0                             | 40,719             | 610,118          |
| 1990年（平成2年）  | 14,662                  | 65,475                  | 493,827                 | 0                       | 573,964                 | 11,366                        | 47,118             | 632,448          |
| 1991年（平成3年）  | 18,306                  | 68,372                  | 552,377                 | 0                       | 639,055                 | 0                             | 43,786             | 682,841          |
| 1992年（平成4年）  | 18,215                  | 76,145                  | 535,056                 | 0                       | 629,416                 | 0                             | 43,525             | 672,941          |
| 1993年（平成5年）  | 17,581                  | 88,434                  | 527,899                 | 0                       | 633,914                 | 0                             | 41,675             | 675,589          |
| 1994年（平成6年）  | 17,191                  | 88,252                  | 515,263                 | 0                       | 620,706                 | 0                             | 42,603             | 663,309          |
| 1995年（平成7年）  | 17,734                  | 107,461                 | 488,342                 | 0                       | 613,537                 | 0                             | 40,902             | 654,439          |
| 1996年（平成8年）  |                         |                         |                         | 0                       |                         | 0                             |                    |                  |
| 1997年（平成9年）  |                         |                         |                         | 0                       |                         | 0                             |                    |                  |
| 1998年（平成10年） |                         |                         |                         | 0                       |                         | 0                             |                    |                  |
| 1999年（平成11年） |                         |                         |                         | 0                       |                         | 0                             |                    |                  |
| 2000年（平成12年） | 17,703                  | 119,431                 | 343,646                 | 0                       | 480,780                 | 0                             | 30,375             | 511,155          |
| 2001年（平成13年） | 17,434                  | 113,818                 | 326,525                 | 0                       | 457,777                 | 0                             | 29,474             | 487,251          |
| 2002年（平成14年） | 14,806                  | 111,723                 | 326,569                 | 0                       | 453,098                 | 0                             | 31,419             | 484,517          |
| 2003年（平成15年） | 14,257                  | 108,015                 | 322,082                 | 0                       | 444,354                 | 0                             | 39,207             | 483,561          |
| 2004年（平成16年） | 14,408                  | 99,981                  | 294,438                 | 0                       | 408,827                 | 0                             | 40,756             | 449,583          |
| 2005年（平成17年） |                         |                         | 306,846                 | 0                       | 414,669                 | 0                             | 57,793             | 472,462          |
| 2006年（平成18年） | 13,945                  | 82,818                  | 292,183                 | 0                       | 388,946                 | 0                             | 61,713             | 450,659          |
| 2007年（平成19年） |                         |                         | 302,883                 | 0                       | 399,221                 | 0                             | 63,024             | 462,246          |
| 2008年（平成20年） |                         |                         | 303,613                 | 0                       | 393,928                 | 0                             | 70,278             | 464,206          |
| 2009年（平成21年） | 15,310                  | 68,155                  | 272,330                 | 0                       | 355,795                 | 0                             | 69,795             | 425,590          |
| 2010年（平成22年） |                         |                         | 264,210                 | 0                       | 342,652                 | 0                             | 62,419             | 405,071          |
| 2011年（平成23年） |                         |                         |                         |                         |                         |                               |                    |                  |
| 2012年（平成24年） |                         |                         | 253,018                 | 0                       | 328,151                 | 0                             | 74,105             | 402,256          |
| 2013年（平成25年） |                         |                         | 247,515                 | 0                       | 322,457                 | 0                             | 69,235             | 391,692          |
| 2014年（平成26年） |                         |                         | 238,741                 | 0                       | 304,405                 | 0                             | 67,829             | 372,234          |
| 2015年（平成27年） |                         |                         | 230,580                 | 0                       | 299,641                 | 0                             | 66,429             | 366,070          |
| 2016年（平成28年） |                         |                         | 231,456                 | 0                       | 304,229                 | 0                             | 62,764             | 366,993          |
| 2017年（平成29年） |                         |                         | 259,708                 | 0                       | 334,907                 | 0                             | 83,405             | 418,312          |
| 2018年（平成30年） |                         |                         | 253,251                 | 6                       | 325,066                 | 0                             | 95,994             | 421,060          |
| 2019年（令和元年） |                         |                         | 231,863                 | 10                      | 298,825                 | 0                             | 91,666             | 390,491          |
| 2020年（令和2年）  |                         |                         | 99,210                  | 1                       | 161,985                 | 0                             | 69,632             | 231,627          |

## 歴史
西若松駅 - 会津田島駅間は、現在のJR只見線会津若松駅 - 会津柳津駅間とともに軽便鉄道法により計画された区間である。この区間については、1927年（昭和2年）に上三寄駅（現在の芦ノ牧温泉駅）、1932年（昭和7年）に湯野上駅（現在の湯野上温泉駅）、1934年（昭和9年）に会津田島駅までが全通した。なお、1971年（昭和46年）に只見線が全通するまでは、只見線会津若松駅 - 只見駅間も会津線を名乗っており、現在の会津線は、現在の只見線の支線格であった（詳細は「只見線」を参照）。
会津田島駅 - 会津高原尾瀬口駅間については、改正鉄道敷設法別表第33号前段に規定する予定線「栃木県今市ヨリ高徳ヲ経テ福島県田島ニ至ル鉄道」の一部であるが開業は太平洋戦争後となった。1947年（昭和22年）に荒海駅（現在の会津荒海駅）、1953年（昭和28年）に会津滝ノ原駅（現：会津高原尾瀬口駅）までが開通し、当時稼働していた八総鉱山に関する荷物の運搬などにも使用された。それ以南については遅れ、野岩鉄道会津鬼怒川線として1986年（昭和61年）に開業している。
1980年（昭和55年）には大川ダムの建設に伴い一部（約3 km）が水没域に含まれることから、上三寄駅 - 湯野上駅間（現：芦ノ牧温泉駅 - 湯野上温泉駅間）のうち5,833 mの区間を、若郷湖（ダム湖）東側を3本のトンネルで通過する延長5,825 mの新線に付け替え、同時に第三大川橋梁を架け替えた。旧線は第一大川橋梁など、著名な鉄道写真撮影地を有する区間でもあった。一方の新線は、最小曲線半径400 m・最急勾配25‰・50 kgNレール・橋梁設計活荷重KS-16と、比較的高規格で設計されたほか、トンネル内のスラブ軌道や向山トンネル・大戸トンネルにおけるNATM工法の採用など、当時最新の技術が導入された。
会津線は国鉄再建法により第2次特定地方交通線に指定され、国鉄分割民営化後の1987年（昭和62年）7月、第三セクターの会津鉄道に転換された。転換後は先に開業していた野岩鉄道を介して東武鉄道との関係が強まったが、電車の終点が会津高原駅（現：会津高原尾瀬口駅）であったため観光旅客がそこで折り返してしまう現象が発生した。そのため、会津高原駅 - 会津田島駅間の電化が1990年（平成2年）10月に実施され、浅草駅 - 会津田島駅間に直通列車が運転されるようになり、東京と会津を結ぶ新たなルートが形成された。なお、電化工事はJR東日本東北工事事務局により実施された。

### 国鉄会津線
- 1927年（昭和2年）11月1日 【開業】会津線 西若松 - 上三寄(10.5 km) 【駅新設】門田、上三寄
- 1932年（昭和7年）12月22日 【延伸開業】上三寄 - 湯野上 【駅新設】桑原、湯野上
- 1934年（昭和9年）12月27日 【延伸開業】湯野上 - 会津田島 【駅新設】弥五島、楢原、会津長野、会津田島
- 1947年（昭和22年）
  - 9月20日 【駅新設】会津落合[14]
  - 12月12日 【延伸開業】会津田島 - 荒海 【駅新設】中荒井、荒海[15]
- 1949年（昭和24年）8月27日 キティ台風により中荒井 - 荒海間の築堤2000 m2が流出[16]
- 1951年（昭和26年）12月1日 【駅新設】田部原
- 1953年（昭和28年）11月8日 【延伸開業・全通】荒海 - 会津滝ノ原 【駅新設】糸沢、会津滝ノ原
- 1960年（昭和35年）4月29日 【仮乗降場新設】塔のへつり（行楽時期のみ開設）
- 1965年（昭和40年）10月1日 仙台 - 福島 - 会津若松 - 会津田島間に準急「あいづ」運転開始
- 1968年（昭和43年）
  - 10月1日 急行「あいづ」を急行「いなわしろ」に愛称変更
  - 10月17日 【仮乗降場新設】舟子
- 1969年（昭和44年）11月17日 【仮乗降場廃止】塔のへつり
- 1971年（昭和46年）8月29日 会津若松 - 只見を只見線に分離
- 1972年（昭和47年）11月1日 【貨物営業廃止】会津田島 - 会津滝ノ原(-15.4 km)
- 1980年（昭和55年）12月1日 【経路変更】上三寄 - 湯野上（大川ダム建設のため）[17]
- 1982年（昭和57年）
  - 8月1日 【貨物営業廃止】西若松 - 会津田島(-42.0 km)
  - 11月15日 急行「いなわしろ」廃止
    - 会津線内廃止時停車駅：会津若松 - 西若松 - 上三寄（現・芦ノ牧温泉）- 湯野上（現・湯野上温泉） - 楢原（現・会津下郷） - 会津長野 - 会津田島
- 1984年（昭和59年）6月22日 第2次特定地方交通線として廃止承認
- 1986年（昭和61年）10月9日 【駅名改称】会津滝ノ原→会津高原
- 1987年（昭和62年）
  - 4月1日 【承継】東日本旅客鉄道（第1種・西若松 - 会津高原 57.4 km） 【第二種鉄道事業開始】日本貨物鉄道（西若松 - 湯野上 22.7 km） 【仮乗降場→駅】舟子
  - 7月16日 【第一種鉄道事業廃止】東日本旅客鉄道（西若松 - 会津高原 -57.4 km）

### 会津鉄道会津線
- 1987年（昭和62年）7月16日 【第一種鉄道事業開始】会津鉄道（西若松 - 会津高原 57.4 km） 【駅名改称】上三寄→芦ノ牧温泉、舟子→大川ダム公園、桑原→芦ノ牧温泉南、湯野上→湯野上温泉、楢原→会津下郷、会津落合→養鱒公園、田部原→田島高校前、荒海→会津荒海、糸沢→七ヶ岳登山口[18]
- 1988年（昭和63年）4月27日 【駅新設】塔のへつり
- 1990年（平成2年）10月12日 【電化】会津田島 - 会津高原（直流1,500 V） 東武鉄道・野岩鉄道と相互直通運転開始[19]
- 1995年（平成7年）8月10日 【駅新設】南若松[20]
- 1999年（平成11年）
  - 4月1日 【第二種鉄道事業廃止】日本貨物鉄道（西若松 - 湯野上温泉 -22.7 km）[21]
  - 8月7日 【駅新設】あまや
- 2001年（平成13年）7月18日 【駅新設】会津山村道場
- 2002年（平成14年）
  - 3月23日 「AIZUマウントエクスプレス」運転開始[22]（詳細な沿革は「AIZUマウントエクスプレス#沿革」を参照）
  - 8月29日 【駅新設】ふるさと公園
- 2006年（平成18年）3月18日 【駅名改称】会津高原→会津高原尾瀬口
- 2009年（平成21年）
  - 8月23日 【臨時駅新設】六地蔵尊（2009年8月23日・24日のみ営業）
  - 8月25日 【臨時駅廃止】六地蔵尊
- 2010年（平成22年）8月23日 【臨時駅新設】一ノ堰六地蔵尊（2010年8月23日・24日のみ営業、以降、2013年まで毎年8月23日・24日のみ開設）
- 2011年（平成23年）
  - 3月11日 東北地方太平洋沖地震の影響によりJR只見線への直通運転を休止[6]
  - 3月14日 東北地方太平洋沖地震による発電所の停止に伴う電力供給逼迫のため、東京電力が輪番停電（計画停電）を実施。これに伴い、この日から東武鉄道・野岩鉄道との相互直通運転が休止。またこの日から、燃料事情等を理由に一部の列車が運休となる[6]。その後運転を再開したものと2012年のダイヤ改正で廃止されたものとが存在する。
  - 3月20日  東武鉄道・野岩鉄道との相互直通運転が再開
  - 3月23日 JR只見線への直通運転を再開[6]
- 2012年（平成24年）
  - 3月17日 「AIZUマウントエクスプレス」が東武日光線東武日光駅への直通運転を開始
  - 3月25日 「お座トロ展望列車湯めぐり号」の東武鬼怒川線鬼怒川温泉駅への直通運転を開始
- 2013年（平成25年）4月30日 臨時特急「スカイツリートレイン南会津」の運転開始[広報 5]
- 2016年（平成28年）12月29日 臨時特急「スカイツリートレイン南会津」の最終運転日
- 2017年（平成29年）4月21日 特急「リバティ会津」が運転開始[5][広報 1][広報 2]

## 駅一覧
便宜上、会津鉄道会津線の全列車が直通する東日本旅客鉄道（JR東日本）只見線の会津若松駅 - 西若松駅間も合わせて記載する。
- 全駅福島県内に所在。
- *は会津鉄道転換以降の新設駅。
- 累計営業キロは西若松駅からのもの。
- 「リレー」は会津田島発会津若松行き快速が1本、普通が3本、会津若松発会津田島行き普通が2本、会津高原尾瀬口行き普通が1本設定されている。
  - 凡例…●：快速・普通ともに停車、○：普通のみ停車、□：会津高原尾瀬口行きの普通のみ停車
- 普通列車および快速「AIZUマウントエクスプレス」1号は、下表の区間は全駅に停車する。
- 快速「AIZUマウントエクスプレス」2号、無愛称の快速は、下表の区間では、▽の4駅（中荒井駅・会津荒海駅・会津山村道場駅・七ヶ岳登山口駅）を除く全駅に停車する。
- 区間快速は、下表の区間では会津田島 - 会津高原尾瀬口間のみの運転で、▽の4駅を通過する。
- 特急「リバティ会津」および臨時列車（お座トロ展望列車）の停車駅は列車記事を参照。
- 線路 … ◇・∨・∧：交換可、｜：交換不可、┤：会津田島方面発着列車同士の交換は不可

| 会社名     | 路線名 | 電化方式 | 駅名             | 営業キロ | 営業キロ | リレー | 接続路線・備考                                         | 線路 | 所在地     | 所在地     |
| 会社名     | 路線名 | 電化方式 | 駅名             | 駅間     | 累計     | リレー | 接続路線・備考                                         | 線路 | 所在地     | 所在地     |
| ---------- | ------ | -------- | ---------------- | -------- | -------- | ------ | ------------------------------------------------------ | ---- | ---------- | ---------- |
| ＪＲ東日本 | 只見線 | 交流     | 会津若松駅       | -        | 3.1      | ●      | 東日本旅客鉄道：磐越西線                               | ∨    | 会津若松市 | 会津若松市 |
| ＪＲ東日本 | 只見線 | 非電化   | 七日町駅         | 1.3      | 1.8      | ●      |                                                        | ｜   | 会津若松市 | 会津若松市 |
| ＪＲ東日本 | 只見線 | 非電化   | 西若松駅         | 1.8      | 0.0      | ●      | 東日本旅客鉄道：只見線（会津川口方面）                 | ┤    | 会津若松市 | 会津若松市 |
| 会津鉄道   | 会津線 | 非電化   | 西若松駅         | 1.8      | 0.0      | ●      | 東日本旅客鉄道：只見線（会津川口方面）                 | ┤    | 会津若松市 | 会津若松市 |
| 会津鉄道   | 会津線 | 非電化   | 南若松駅*        | 3.0      | 3.0      | ○      |                                                        | ｜   | 会津若松市 | 会津若松市 |
| 会津鉄道   | 会津線 | 非電化   | 門田駅           | 1.9      | 4.9      | ○      |                                                        | ◇    | 会津若松市 | 会津若松市 |
| 会津鉄道   | 会津線 | 非電化   | あまや駅*        | 2.9      | 7.8      | ○      |                                                        | ｜   | 会津若松市 | 会津若松市 |
| 会津鉄道   | 会津線 | 非電化   | 芦ノ牧温泉駅     | 2.8      | 10.5     | ●      |                                                        | ◇    | 会津若松市 | 会津若松市 |
| 会津鉄道   | 会津線 | 非電化   | 大川ダム公園駅   | 5.7      | 16.2     | ○      |                                                        | ｜   | 会津若松市 | 会津若松市 |
| 会津鉄道   | 会津線 | 非電化   | 芦ノ牧温泉南駅   | 1.5      | 17.7     | ○      |                                                        | ｜   | 会津若松市 | 会津若松市 |
| 会津鉄道   | 会津線 | 非電化   | 湯野上温泉駅     | 5.0      | 22.7     | ●      |                                                        | ◇    | 南会津郡   | 下郷町     |
| 会津鉄道   | 会津線 | 非電化   | 塔のへつり駅*    | 3.8      | 26.5     | ●      | [ † 1 ]                                                | ｜   | 南会津郡   | 下郷町     |
| 会津鉄道   | 会津線 | 非電化   | 弥五島駅         | 1.5      | 28.0     | ○      |                                                        | ｜   | 南会津郡   | 下郷町     |
| 会津鉄道   | 会津線 | 非電化   | 会津下郷駅       | 3.1      | 31.1     | ●      |                                                        | ◇    | 南会津郡   | 下郷町     |
| 会津鉄道   | 会津線 | 非電化   | ふるさと公園駅*  | 1.4      | 32.5     | ○      |                                                        | ｜   | 南会津郡   | 下郷町     |
| 会津鉄道   | 会津線 | 非電化   | 養鱒公園駅       | 2.6      | 35.1     | ○      |                                                        | ｜   | 南会津郡   | 下郷町     |
| 会津鉄道   | 会津線 | 非電化   | 会津長野駅       | 2.2      | 37.3     | ○      |                                                        | ｜   | 南会津郡   | 南会津町   |
| 会津鉄道   | 会津線 | 非電化   | 田島高校前駅     | 2.2      | 39.5     | ○      |                                                        | ｜   | 南会津郡   | 南会津町   |
| 会津鉄道   | 会津線 | 直流電化 | 会津田島駅       | 2.5      | 42.0     | ●      |                                                        | ◇    | 南会津郡   | 南会津町   |
| 会津鉄道   | 会津線 | 直流電化 | 中荒井駅▽        | 3.8      | 45.8     | □      |                                                        | ｜   | 南会津郡   | 南会津町   |
| 会津鉄道   | 会津線 | 直流電化 | 会津荒海駅▽      | 3.4      | 49.2     | □      |                                                        | ◇    | 南会津郡   | 南会津町   |
| 会津鉄道   | 会津線 | 直流電化 | 会津山村道場駅*▽ | 0.9      | 50.1     | □      |                                                        | ｜   | 南会津郡   | 南会津町   |
| 会津鉄道   | 会津線 | 直流電化 | 七ヶ岳登山口駅▽  | 3.0      | 53.1     | □      |                                                        | ｜   | 南会津郡   | 南会津町   |
| 会津鉄道   | 会津線 | 直流電化 | 会津高原尾瀬口駅 | 4.3      | 57.4     | □      | 野岩鉄道：会津鬼怒川線（特急・快速・区間快速のみ直通） | ∧    | 南会津郡   | 南会津町   |

1. ↑  国鉄時代の1960年から1969年まで塔のへつり仮乗降場として存在。会津鉄道転換時に正式な駅として開業[23]。

### 過去に存在した駅
- （臨）一ノ堰六地蔵尊駅 - 南若松 - 門田間。2009年から2013年の間（初年のみ駅名は「六地蔵尊駅」）、毎年8月23日および24日限りで設置された[24][広報 6][広報 7]。2014年以降は設置されていない。